# Glabellula fasciata
Glabellula fasciata är en tvåvingeart som beskrevs av Axel Leonard Melander 1950. Glabellula fasciata ingår i släktet Glabellula och familjen svävflugor. Inga underarter finns listade i Catalogue of Life.